# Мак якутский
Мак якутский (лат. Papaver jacuticum) — травянистое растение; вид рода Мак (Papaver) семейства Маковые (Papaveraceae). Эндемик Центральной Якутии.

## Ботаническое описание
Дву-, многолетние травянистые растения, образующие небольшие рыхловатые дерновинки, негусто опушенные полуприжатыми светлыми волосками. 
Листья длинночерешковые, пластинки равны или длиннее черешка, перистораздельные, доли их узкие, более или менее расставленные, цельнокрайные или иногда (обычно на карбонатных склонах) более или менее глубоконадрезанные и тогда почти 2-перистонадрезанные, на верхушке туповатые или коротко приостренные.
Цветоносы (20) 25–40 (50) см высотой, рассеянно опушённые светлыми (в верхней части иногда рыжеватыми) полуотстоящими или прижатыми волосками. 
Бутоны 10–13 мм дл., короткоэллипсоидальные, негусто усажены короткими светлыми или бурыми, иногда тёмно-бурыми волосками. Цветки 3–5 см диаметром, сернисто-жёлтые или белые. Тычинки многочисленные, часто неравной длины. Коробочки 10–15 мм длиной, 4–6 мм шириной, продолговато-обратнояйцевидные, негусто опушённые жёсткими светлыми волосками, иногда головатые или голые. 

## Распространение и экология
Произрастает в остепненных сухих лесах, в редкостойных хвойных лесах и их опушках, на песчаных гривах в долинах рек и речных отмелях, на открытых склонах, скалах, часто карбонатных. 
В Сибири: Иркутская область — Приленско-Катангский флористический район, (р. Лена у устья Черепанихи в Киренском р-не), Якутия — Вилюйско-Верхнеленский  (урочище Чучур-Муран в окр. Якутска —классическое местонахожение — и др.), Алтайский край (р. Амга).
Вид в естественной среде малоустойчив к антропогенному воздействию и не переносит вытаптывания. В условиях культуры на территории Якутского ботанического сада вид оценен как высокоустойчивый. Лучше развивается на открытых местах, развивая максимальную надземную массу, чем в условиях затененности в культуре и в природе.

## Охранный статус
Вид занесён в Красную книгу Якутии под номером 146 в 2017 году. Встречается на территории национального парка «Ленские столбы». 

## Таксономия
P. jacuticum Peschkova, nomen. et status novi Papaver nudicaule subsp. gracile Tolm. 1960 в Бот. мат. (Ленинград) 20:166, non P. gracile Auch. ex Boiss. 1841 in Ann. Sci. Nat. ser. 2, 16:372  — Мак якутский.

### Синонимы
Согласно базе данных GBIF на ноябрь 2023 года в синонимику вида входят следующие названия:
- = Papaver jacuticum var. atrofuscum Peschkova
- = Papaver jacuticum var. atrofuscum Peschkova ex O.D.Nikif.
- = Papaver nudicaule subsp. gracile Tolm.